# Hastrup (Køge)
 For alternative betydninger, se Hastrup. (Se også artikler, som begynder med Hastrup)
Hastrup er en bydel i det sydlige Køge på Østsjælland, beliggende i den nordlige del af Herfølge Sogn imellem Herfølge og Køge centrum.
|  | Denne artikel om lokaliteten Hastrup (Køge) kan blive bedre, hvis der indsættes et (bedre) billede. Du kan hjælpe ved at afsøge Wikimedia Commons for et passende billede eller lægge et op på Wikimedia Commons med en af de tilladte licenser og indsætte det i artiklen. |

55°26′27.39″N 12°9′52.6″Ø / 55.4409417°N 12.164611°Ø